# Бијардсли (Минесота)
Бијардсли (енгл. Beardsley) град је у америчкој савезној држави Минесота.

## Демографија
По попису из 2010. године број становника је 233, што је 29 (-11,1%) становника мање него 2000. године.
| Група             | 2000.       | 2010.       |
| Белци             | 259 (98,9%) | 232 (99,6%) |
| Афроамериканци    | 0 (0,0%)    | 0 (0,0%)    |
| Азијати           | 0 (0,0%)    | 0 (0,0%)    |
| Хиспаноамериканци | 3 (1,1%)    | 0 (0,0%)    |
| Укупно            | 262         | 233         |